# Carl von Stockenström
Carl Reinhold Polhem von Stockenström (i riksdagen kallad von Stockenström i Stockholm), född 19 mars 1818 på Fagersta i Västanfors socken, Västmanland, död 2 mars 1890 i Stockholm, riksdagsman och bruksägare.
von Stockenström blev 1837 student vid Uppsala universitet, där han 1842 avlade hovrättsexamen och promoverades till filosofie doktor. En rad uppdrag visar det förtroende, som von Stockenström åtnjöt i vida kretsar. Han var ledamot av kyrkomötet 1868 och av första kammaren för Västmanlands län 1870-78 och 1880-87 samt fullmäktig i riksbanken 1870-74 (sedan 1872 vice ordf.), i riksgäldskontoret 1874-88 (sedan 1879 vice ordf.) och i Järnkontoret 1879-90. Han innehade som fideikommiss del i Stjärnsunds bruk i Dalarna.